# Куранты
Куранты (фр. courant — бегущий, текущий, сродни традиционному танцу в сюите) — старинное название башенных или больших комнатных часов с набором настроенных колоколов, издающих бой в определённой мелодической последовательности. Обычно куранты исполняют небольшую музыкальную фразу каждый час, полчаса, четверть часа, иногда в первую четверть часа фраза исполняется один раз, во вторую — два, в третью — три.

## Этимология
Русскоязычное слово куранты уникально, в других европейских языках подобные часы обычно называются примерно как часы с колокольным боем, часы с мелодией. В русском они также первоначально назывались боевые или колокольные часы. Однако в одном из документов 1721 года встречается словосочетание курантные часы, где название происходит, очевидно, от модного в те времена французского танца куранта (фр. danse courante), мелодию которого нередко наигрывали такие часы. Ко второй половине XVIII века сам танец был почти забыт, а слово куранты стало означать несложные мелодии, исполняемые на колоколах башенных часов, вручную или механически, а также набор этих колоколов и механизм музыкального боя в часах. В последнем значении слово известно с начала XVIII века. К примеру, в стихотворении Державина «К портрету Н. А. Дьякова» есть четверостишье:
Курант духовный, повсеместный:

Лишь только заведи

И прочь поди,

Играет арии небесны.
Слово сохраняло это значение в русском языке до середины XIX века, пока часы с музыкальным боем не вышли из обихода. После этого оно перешло на музыкальные башенные часы, в особенности на часы на Спасской башне.

## Распространение

### Европа
С начала 15 века в Западной Европе башенные куранты устанавливались на колокольнях, кампанилах, башнях ратуш и других строениях.С конца 15 — начала 16 веков стали популярны интерьерные и портативные куранты.
Среди городского населения мелодии башенных курантов были очень популярны, так, например, мелодия «Братец Яков» стала народной песней во Франции и Германии.
Основное производство башенных курантов в 16-18 веках находились в Голландии и Бельгии.
Многие башенные куранты приобрели имена собственные и значение городских эмблем. Например, куранты на Часовой башне здания Парламента в Лондоне стали называться «Биг-Бен»- это «вестминстерские куранты» и открыты они были в 1859 году.
Великобритания являлась лидером по изготовлению комнатных и портативных курантов в 17-19 веках.

### Россия
Первые башенные часы с боем были установлены в 1404 году в Московском Кремле.
На Спасской (Фроловской) башне Кремля в 1625 году под руководством английского мастера Христофора Головеяна были построены первые куранты с музыкой. В 1628 и 1668 годах они восстанавливались после пожаров.
В Голландии по заказу Петра I музыкальные куранты были изготовлены и установлены в Санкт-Петербурге (на колокольне Петропавловского собора) и в Москве (на Спасской башне) в 1706 году; в 1737 году они пострадали при пожаре. По Указу Екатерины II их восстановили в 1767—1770 годах. Они вновь были повреждены пожаром в 1812 году и в 1815 году отремонтированы.
После Октябрьской революции 1917 года оставались только куранты Петропавловского собора в Петрограде, которые воспроизводили «Интернационал», и куранты Спасской башни в Москве. Последние были повреждены в 1917 году артиллерийским снарядом и отреставрированы в 1918 по указанию В. И. Ленина часовым мастером Н. В. Беренсом.

## Фотографии
- Куранты Московского кремля

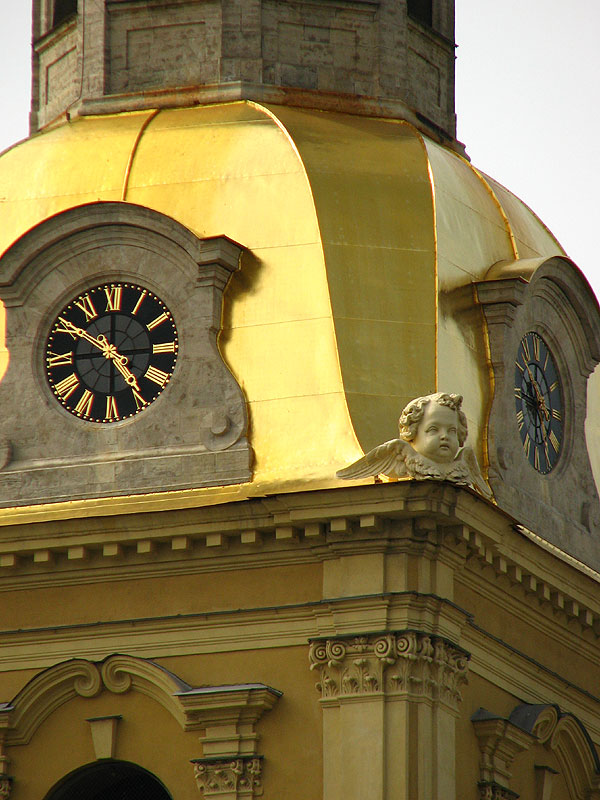
Куранты Петропавловского собора в Санкт-Петербурге
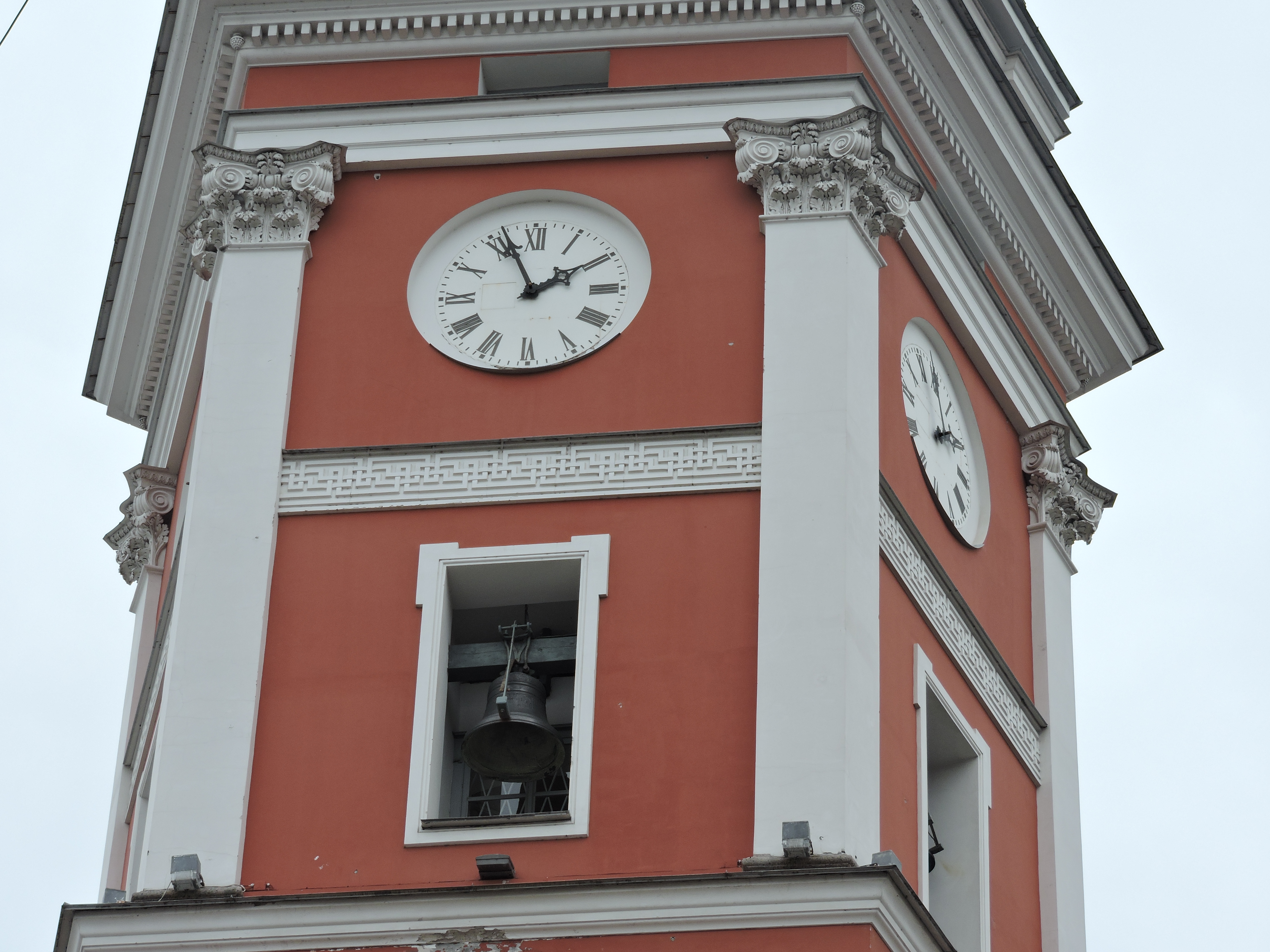
Часы-куранты на Здании городской думы в Санкт-Петербурге